# モモパ
モモパ (Momopa) は、あおい交通が発行している定期乗車券である。

## 概要
あおい交通が運行する一般路線バス「桃花台バス」専用と「ピーチバス」専用があり、それぞれの路線で利用できる。「ピーチバス」専用モモパは、小牧市が運行するコミュニティバス「こまき巡回バス」でも利用できる。
あおい交通本社のほか、桃花台ニュータウン周辺のコンビニエンスストアなどで販売されている。あおい交通本社では即日発行、その他の店舗で購入する場合は、料金先払いで3日程度で入手できる。
券面にQRコードが印刷されており、携帯電話やスマートフォンでバスの時刻表が確認できる。持参人式定期券であり、名義人でなくても持参すれば誰でも利用できる。
モモパが利用できる「ピーチバス」は、2006年10月に廃止した桃花台新交通桃花台線の代替として運行が始められた。しかし桃花台線とピーチバスの運賃に差があり利用者から不満の声が出た。そこで小牧市は学生（通学定期券）に限り、桃花台線との定期券の差額分を補助することを決定した。期間は2006年10月から2009年3月末まで。小牧市からの補助を受けた場合は、定期券を利用できるのは名義人のみで、利用可能区間は桃花台ニュータウン - 小牧市役所に限定される。
なお、あおい交通自体が交通系ICカードに対応していないため、モモパをmanacaやTOICAなどに載せることはできない。

## 沿革
- 2002年
  - 4月 - 桃花台バス、会員制バスとして運行開始。
  - 10月 - 桃花台バス、路線バスへ移行。
- 2006年
  - 3月28日 - 愛知県と小牧市、桃花台新交通桃花台線の支援断念を発表。桃花台線廃止決定。
  - 4月 - 愛知県があおい交通に桃花台線の代替バス（ピーチバス）運行を打診。
  - 9月15日 - 定期券「モモパ」販売開始。
  - 9月19日 - ピーチバス運行開始。小牧市が「モモパ」補助金申請の受付を開始。
  - 10月1日 - 小牧市の補助金の対象期間が開始される。
- 2009年3月31日 - 小牧市の補助金の対象期間が終了。